# Miquèu Grosclaude
Miquèu Grosclaude (Nancy, 8 de juliol de 1926 - Pau, Bearn, 21 de maig de 2002) va ser professor de filosofia i, sobretot, lingüista occità dedicat a l'estudi i divulgació de la llengua occitana de la Gascunya. Estudià filologia clàssica a la Sorbona i treballà com a professor de llatí i grec primer a Chinon i, des del 1958, a l'institut de batxillerat d'Ortès.
Va ser un personatge fonamental per l'occitanisme del Bearn. Va aprendre d'una manera autodidacta la varietat bearnesa arran de treballar a l'ajuntament de Seuvalada (d'on era originària la seva esposa) i va publicar obres fonamentals per l'ensenyament i aprenentatge de l'occità gascó. El 1960 va fundar amb Rogèr Lapassada l'associació Per Noste, com a secció gascona de l'IEO. També fou un dels animadors de Ràdio País, amb l'emissió de lo Cercanoms. Amb el temps s'especialitzaria en toponímia i patronímica gascona, i també va escriure algunes peces de teatre en gascó (Lo procès de l'aulhèr : seguit de; Lo rei e lo curè; Lo diable e l'ussièr; L'arrastèth, 1976; La termièra sauvatja, 1983).
El seu fill, David Grosclaude, és el periodista fundador de La Setmana i fou president de l'Institut d'Estudis Occitans fins a 2010.